# Max et Compagnie
 (octobre 2019).
Si vous disposez d'ouvrages ou d'articles de référence ou si vous connaissez des sites web de qualité traitant du thème abordé ici, merci de compléter l'article en donnant les références utiles à sa vérifiabilité et en les liant à la section « Notes et références ».
Autre
Max et Compagnie (きまぐれオレンジ☆ロード, Kimagure Orange☆Road) est une série télévisée d'animation japonaise en 48 épisodes diffusée entre 1987 et 1988, réalisée par le Studio Pierrot, produite par Kitty Films d'après le manga Kimagure orange road de Izumi Matsumoto.
L’anime a donné suite à un premier film d'animation en 1988 et une série de 8 épisodes sous forme d'OAV (épisodes distribués pour la location puis la vente en vidéo au Japon) la même année, réalisée par le Studio Pierrot.
Un épisode-pilote de 25 minutes, Kimagure Orenji Ro-do ou Panique à Okinawa, est sorti à la vente au Japon.
Enfin, un deuxième film d'animation réalisé par Kunihiko Yuyama est sorti en 1996 au cinéma au Japon.

## Synopsis
Après un déménagement, Max (Kyôsuke Kasuga) et sa famille se retrouvent dans une autre ville. Il est inscrit au lycée de son quartier. Il a quinze ans et est doté, comme ses deux sœurs Manu et Fanny (Manami et Kurumi), de pouvoirs surnaturels : téléportation, télékinésie, psychokinésie, don de voyance, capacité de voyager dans le temps... Max va faire la rencontre de Sabrina (Madoka Ayukawa), musicienne rebelle qui a quinze ans elle aussi. Il fait ensuite la connaissance de Pamela (Hikaru Hiyama), la meilleure amie de Sabrina, qui tombe immédiatement amoureuse de Max.
Max se retrouve alors dans une situation où il ne va jamais oser repousser Pamela pour ne pas la heurter, tout en étant épris de Sabrina. La situation est d'autant plus délicate quand on sait que les deux filles sont amies d'enfance : en repoussant durement Pamela, il risque de perdre définitivement Sabrina, tout en n'étant pas absolument sûr des sentiments de celle-ci. Il se rapproche donc de Pamela pour être bien vue, pour rester et pour voir Sabrina…

## Personnages

### Personnages principaux
- Kyôsuke Kasuga (春日 恭介?) (Max en VF)

C'est le personnage principal. Kyôsuke est lycéen. Il possède des pouvoirs : téléportation, télékinésie… Un jour lors d'une balade, il rattrape le chapeau d'une jeune fille et rencontre pour la première fois Madoka. Il en tombe très amoureux. Néanmoins, il y a aussi Hikaru, la meilleure amie de Madoka, qui est très amoureuse de lui. Kyôsuke est donc souvent confronté entre les deux et ne sait jamais trop comment arriver à expliquer ses sentiments à Madoka sans blesser Hikaru. Cependant, il se rapproche tout de même de Hikaru (car il a peur de perdre Sabrina, s'il la repousse) et finit par se rendre compte qu'il ressent aussi quelque chose pour elle mais il reste éperdument amoureux de Madoka. L'intrigue principale se déroule autour de leur triangle amoureux.
- Madoka Ayukawa (鮎川 まどか?) (Sabrina en VF)

Madoka est une fille de quinze ans. Elle est dans la même classe que Kyôsuke. C'est une adolescente lunatique au fort caractère. Elle peut être parfois méchante et distante envers Kyôsuke quand ils sont en compagnie d'autres personnes mais reste tout de même sensible. Cependant, elle sait être sympathique, taquine voire séductrice avec Kyôsuke lorsqu'ils sont tous les deux. Elle dit ce qu'elle pense sauf quand il s'agit d'amour. Elle se rend compte petit à petit qu'elle est attirée par Kyôsuke et en tombe aussi amoureuse mais n'ose pas déclarer sa flamme de peur de blesser son amie Hikaru et aussi selon le comportement, parfois involontaire de Kyôsuke, qui lui laisse un doute sur ce qu'il ressent.
- Hikaru Hiyama (檜山 ひかる?) (Pamela en VF)

Hikaru est une fille de quatorze ans, c'est la meilleure amie de Madoka. C'est une jeune fille extravertie à l'humeur changeante pleine d'espoir, pouvant passer des larmes au rire en un claquement de doigt. Elle est très amoureuse de Kyôsuke et au contraire de Madoka, elle le montre avec beaucoup d'enthousiasme voire parfois jusqu'à la possession. Elle n'hésite pas à appeler Kyôsuke, « darling » ou « mon chéri » à tout bout de champ.
- Kurumi Kasuga (春日 くるみ?) (Fanny en VF)

C'est la sœur de Kyôsuke. Elle possède aussi un pouvoir. Elle n'est pas très sérieuse et se sert régulièrement de ses pouvoirs au grand désespoir de sa famille.
- Manami Kasuga (春日 まなみ?) (Manuella en VF)

C'est la deuxième sœur de Kyôsuke. Elle possède également un pouvoir. Elle est très sérieuse, elle fait toutes les tâches ménagères.
- Seiji Komatsu (小松整司?) (Alex en VF)

C'est un camarade de classe de Kyôsuke, avec les cheveux bouclés. C'est un jeune homme qui aime toutes les filles en règle générale mais il est amoureux de Kurumi.
- Hatta Kazuya (八田一也?) (Isidore en VF)

C'est un camarade de classe de Kyôsuke, gros avec des lunettes. C'est le meilleur copain de Seiji et tout comme lui, il aime beaucoup les filles mais est amoureux de Manami.
- Yûsaku Hino (小松 整司?) (Marc en VF)

C'est un ami d'enfance d'Hikaru qui est aussi secrètement amoureux d'elle. Il est très brutal dans ses gestes et ses paroles envers Kyôsuke car il est jaloux de l'amour que Hikaru lui porte. Il est toujours au petit soin, prêt à rendre service, aider et à soutenir Hikaru en espérant qu'un jour elle se rende compte qu'il l'aime.
- Takashi Kasuga (春日　隆?) (Joël en VF)

C'est le père de Kyôsuke, Kurumi et Manami. Un homme très compréhensif et tolérant. Il n'a aucun pouvoir. Les pouvoirs que possèdent Kyôsuke et ses sœurs. Leur père leur interdit de les utiliser en public ou de les révéler à quiconque.
- Jingoro (ジンゴロ?) (Erasme en VF)

C'est le chat grassouillet de la famille de Kyôsuke à qui ses sœurs aiment beaucoup jouer des tours, il essaie à chaque fois de s'enfuir mais n'y parvient jamais.

### Personnages secondaires
- Kazuya Kasuga (春日一弥?) (Paul en VF)

C'est le petit cousin de Kyôsuke. Il a aussi un pouvoir, il est télépathe. De par ses pouvoirs, il est le seul à connaître les vrais sentiments de Kyôsuke et cherche toujours à aider son cousin afin qu'il dise ce qu'il ressent à Madoka mais il lui attire plus d'ennuis qu'autre chose.
- Le patron de l'Abcb (マスター, Master?) (Louis ou George en VF)

C'est le patron du café où travaille Madoka.
- Umao (Aldo en VF) et Ushiko (Lucille ou Lucie en VF)

C'est un couple qui apparaît dans plusieurs épisodes de la série, ils sont très amoureux l'un de l'autre et sont souvent témoins de la magie de Kyôsuke et ses sœurs.
- Yukari (Laura en VF)

C'est la fiancée du cousin de Madoka.
- Sawada Shuiichi (Sam en VF)

C'est le cousin de Madoka.

## Liste des épisodes

### Série télévisée

#### Titres japonais et dates de sortie
1. 転校生！恥ずかしながら初恋します（6 avril 1987）
2. あの娘にちょっぴりレモンのキスを（13 avril 1987）
3. 気分はゆれて　ローリング初デート（20 avril 1987）
4. ひかるちゃん！？お騒がせのC体験（27 avril 1987）
5. 2人のひみつ、とまどいアルバイト（5 mai 1987）
6. あいつがライバル、恋の中間試験（11 mai 1987）
7. まどかの私生活！？口づけスパーク色（18 mai 1987）
8. 君は笑顔！渚のシャッターチャンス（25 mai 1987）
9. くるみちゃん　デートの仕方教えます（1er juin 1987）
10. 予知夢！？ひかるちゃんが死んじゃう（8 juin 1987）
11. 鳴らさないで！ウェディングベル（15 juin 1987）
12. アメリカ留学！サヨナラまどか（22 juin 1987）
13. 視線集中！ひかるちゃん大変身（29 juin 1987）
14. 予知夢！まどかと恭介ついに破局！（6 juillet 1987）
15. まどかの決心！三角関係にピリオド（13 juillet 1987）
16. 信じる信じない　UFOを見たまどか（20 juillet 1987）
17. 夏の誘惑！いきなりダブルデート（27 juillet 1987）
18. まどか挑戦！幽霊海岸の大波伝説（3 août 1987）
19. 二人の体験！禁じられた恋の島（10 août 1987）
20. ひかる目撃！合宿は危険がいっぱい（17 août 1987)
21. 恭介ピンチ！嵐が丘の甘いささやき（24 août 1987）
22. 大人の関係！？まどか秘密の朝帰り（31 août 1987）
23. 恭介まどか大ゲンカ！恋の二人三脚（7 septembre 1987）
24. 一弥登場！パニックキッドにご用心（14 septembre 1987）
25. あぶない自己暗示！恭介くん変身す（21 septembre 1987）
26. 子供になった恭介！まどかに大接近（28 septembre 1987）
27. ねらわれたまどか！恭介男の証明（5 octobre 1987）
28. 危険な決心！まなみちゃんの大冒険（12 octobre 1987）
29. 泣くなジンゴロ！愛と青春の発情期（19 octobre 1987)
30. 木の葉物語！くるみの初恋・地獄編（26 octobre 1987）
31. まどかと勇作！青春かけおち行進曲（2 novembre 1987）
32. 誕生日は二度来る！？時をかける恭介（9 novembre 1987）
33. 妖しのまどか！キノコで本音120％（16 novembre 1987）
34. ルーツパ二ック　不思議の里のまどか（23 novembre 1987）
35. カメラでエッチ！ロボット恭ちゃん（30 novembre 1987)
36. さらば恭介！ビデオに写った超能力（7 décembre 1987）
37. オレンジ任侠伝！まどか吹雪の対決（14 décembre 1987）
38. 恭介時間旅行！3度目のクリスマス（21 décembre 1987）
39. まどかに催眠術！恭介あぶない正月（4 janvier 1988）
40. 初夢だよ！大怪獣ジンゴロの逆襲（11 janvier 1988）
41. 動けないまどか！恭介のフシギ時計（18 janvier 1988）
42. モテモテのまどか！恭介ついに告白（25 janvier 1988）
43. 傷心のひかる！追いかけて冬海岸（1er février 1988）
44. 恋のお味？恭介地獄のバレンタイン（8 février 1988）
45. ひかる死す　そして誰もいなくなった（15 février 1988）
46. 白銀の一夜！二人ぼっちでゴンドラ（22 février 1988）
47. さよならの予感　まどかの初恋を探せ（29 février 1988）
48. 恋つかまえた　そしてダ・カーポ（7 mars 1988）

#### Titre français
1. Une ville nouvelle
2. Premiers Ennuis
3. Première Soirée en discothèque
4. Une terrible méprise
5. Le Secret
6. Travaillons ensemble
7. Les Potins
8. Les Deux Modèles
9. L'Enlèvement
10. Un rêve prémonitoire
11. Le Mariage
12. Un départ imprévu
13. Un nouveau style
14. Tous sur le ring
15. Un petit mensonge
16. Tu y crois aux OVNI ?
17. Un double rendez-vous
18. La Vague indomptable
19. L'Île déserte
20. Vacances sportives
21. Souvenirs d'été
22. La Jalousie
23. La Course champêtre
24. Les Dons cachés
25. L'Éternel indécis
26. Transformation
27. Un étrange accident
28. Un visage nouveau
29. Je veux maman
30. Fanny tombe amoureuse
31. Quel couple étrange
32. Le Dédoublement de la personnalité
33. Le Champignon de la vérité
34. Une visite aux grands-parents
35. Sous hypnose
36. Super Max
37. Le Tournoi
38. Joyeux Noël
39. Un jour de l'an extraordinaire
40. T.A.P. Gun
41. La Montre magique
42. L'Amie de cœur
43. Le Groupe de rock
44. La Saint-Valentin
45. Un mauvais coup
46. Vacances à la neige
47. Voyage dans le passé (1re partie)
48. Les Dimensions temporelles (2e partie)

### Films
1. Kimagure Orange Road - Max et Compagnie le film : Je veux revenir à ce jour (あの 日 に かえりたい, Kimagure Orange Road : Ano hi ni kaeritai?).
2. Kimagure Orange Road - Max et Compagnie le film : Cet été-là (そして あの 夏 の 始まり, Shin Kimagure Orange Road : Soshite, ano natsu no hajimari?).

### OAV
1. Les Amoureux des neiges (きまぐれオレンジ★ロード OAV: 白い恋人たち, Kimagure Orange☆Road OAV: Shiroi Koibitotachi?)
2. Suspense à Hawaii (ハワイアン・サスペンス, Kimagure Orange☆Road OAV: Hawaiian Suspense?)
3. Je suis un chat, je suis un poisson (我輩は猫であったりおサカナであったり, Kimagure Orange☆Road OAV: Wagahai wa Neko de Attari Osakana de Attari?)
4. Ouragan ! Akane, jeune fille métamorphe (ハリケーン! 変身少女あかね, Kimagure Orange☆Road OAV: Hurricane! Henshin Shoujo Akane?)
5. Scène d'amour, cœur de feu ! Au printemps naissent les stars (恋のステ－ジ＝HEART ON FIRE ! 春はアイドル, Kimagure Orange☆Road OAV: Koi wa Stage - HEART ON FIRE! Haru wa Idol!?)
6. Scène d'amour, cœur de feu ! Une star est née (恋のステ－ジ＝HEART ON FIRE ! スター誕生, Kimagure Orange☆Road OAV: Koi wa Stage - HEART ON FIRE! Star Tanjou!?)
7. Le Retour d'Akane (思いがけないシチュエーション, Kimagure Orange☆Road OAV: Omoi ga Kenai Situation?)
8. Le Message rouge (ルージュの伝言, Kimagure Orange☆Road OAV: Rouge no Dengon?)

## Distribution

### Voix originales

#### Série télévisées
- Toru Furuya : Kyôsuke Kasuga
- Hiromi Tsuru : Madoka Ayukawa
- Eriko Hara : Hikaru Hiyama
- Chieko Honda : Kurumi Kasuga
- Michie Tomizawa : Manami Kasuga
- Kei Tomiyama : Takashi Kasuga
- Kenichi Ogata : Jingoro et le grand-père de Kyôsuke
- Chika Sakamoto : Kazuya Kasuga et Joshi Wrestler (épisode 14)
- Keiichi Nanba : Seiji Komatsu
- Naoki Tatsuta : Kazuya Hatta
- Masami Kikuchi : Yusaku Hino
- Keiko Toda : Yukari (voix 1)
- Eiko Yamada : Yukari (voix 2)
- Kanako Wada : Yukari (voix chantée, épisode 22)
- Yūsaku Yara : le patron de l'Abcb
- Chisato Nakajima : Ushiko et la vendeuse dans le magasin (épisode 47)
- Katsumi Suzuki : Umao
- Yasunori Matsumoto : Mitsuru Hayakawa
- Kaneto Shiozawa : Professeur Matsuda
- Chiyoko Kawashima : la mère d'Hikaru
- Maria Kawamura : la grande sœur de Madoka
- Reiko Suzuki : la grand-mère de Kyôsuke
- Yoshiko Sakakibara : la mère de Madoka
- Yuko Minaguchi : des élèves fille (épisodes 2 et 4)
- Mayumi Shō : une fille (épisode 7), les filles étudiantes (épisodes 16 et 42), Kumiko Oda (épisode 21) et Sukeban (épisode 28 et 37)
- Sho Hayami : un homme (épisode 7) et Kitakata (épisode 20)
- Keiko Han : Koto (épisode 18)
- Yuriko Yamamoto : Sumire Hoshi (épisode 42)

#### OAV
- Toru Furuya : Kyôsuke Kasuga
- Hiromi Tsuru : Madoka Ayukawa
- Yuiko Tsubokura : Madoka Ayukawa (voix chantée, OAV 6)
- Eriko Hara : Hikaru Hiyama
- Chieko Honda : Kurumi Kasuga
- Michie Tomizawa : Manami Kasuga
- Kei Tomiyama : Takashi Kasuga
- Kenichi Ogata : Jingoro et le grand-père de Kyôsuke
- Masami Kikuchi : Yusaku Hino
- Eiko Yamada : Yukari
- Yoshiko Sakakibara : la mère de Madoka
- Hideyuki Umezu : le père de Madoka
- Maria Kawamura : la sœur de Madoka
- Naoko Matsui : Akane
- Mayumi Shō : une fille (OAV 1)
- Yasunori Matsumoto : Mitsuru Hayakawa (OAV 5-6)
- Yuko Mizutani : Shiori (OAV 5-6)
- Ai Orikasa : Michi (OAV 7)
- Satomi Koorogi : Chie (OAV 7)
- Tomoko Maruo : Reiko Fukami (OAV 8)

#### Film 1
- Toru Furuya : Kyôsuke Kasuga
- Hiromi Tsuru : Madoka Ayukawa
- Eriko Hara : Hikaru Hiyama
- Chieko Honda : Kurumi Kasuga
- Michie Tomizawa : Manami Kasuga
- Kenichi Ogata : Jingoro
- Kei Tomiyama : Takashi Kasuga
- Chiyoko Kawashima : la mère d'Hikaru
- Eiko Yamada : Yukari
- Katsumi Suzuki : Umao
- Keiichi Nanba : Masashi Komatsu
- Maria Kawamura : la sœur de Madoka
- Naoki Tatsuta : Kazuya Hatta
- Tomoko Maruo : Horikoshi
- Yūsaku Yara : le patron de l'Abcb
- Kōichi Yamadera
- Sho Hayami

#### Film 2
- Toru Furuya : Kyôsuke Kasuga
- Hiromi Tsuru : Madoka Ayukawa
- Eriko Hara : Hikaru Hiyama
- Chieko Honda : Kurumi Kasuga
- Michie Tomizawa : Manami Kasuga
- Kenichi Ogata : le grand-père de Kyôsuke
- Reiko Suzuki : la grand-mère de Kyôsuke
- Yasunori Matsumoto : Mitsuru Hayakawa
- Hiroko Konishi : fille dans l'Abcb et la Receptioniste
- Isshin Chiba : homme A et le nouveau patron de l'Abcb
- Keiichi Nanba : Seiji Komatsu
- Maria Kawamura : la sœur de Madoka
- Naoki Tatsuta : Kazuya Hatta
- Nobuo Tobita : présentateur TV
- Urara Takano : Shuri Anzai
- Yūsaku Yara : le patron de l'Abcb

### Voix françaises
Note : 
Les versions doublées de la série TV, des films et des OAV ont subi de nombreux changements de voix ainsi que des variations de traductions notamment autour des noms des personnages.

#### Série télévisée
Doublage réalisé au studio SOFI.
- Éric Etcheverry : Max
- Dorothée Jemma : Sabrina et voix diverses
- Joëlle Guigui : Pamela et voix diverses
- Jean-Claude Montalban : Marc, Louis (ou Georges) et voix diverses
- Martine Reigner : Fanny, Paul et voix diverses
- Marie-Laure Dougnac : Manuella et voix diverses
- Lionel Tua : Alex, Joël (le père de Max) et voix diverses
- Emmanuel Curtil : Isidore et voix diverses

Voix de remplacement
- Éric Aubrahn : Isidore, Alex et Joël
- Thierry Ragueneau : Alex
- Maurice Sarfati : Marc, Isidore et Joël
- Amélie Morin : Manuella, Fanny
- Claire Beaudoin : Paul
- Bernard Soufflet : Alex (les derniers épisodes)

Voix de remplacement pour l'épisode 35
Doublage réalisé au studio Gomedia.
- Alexis Perret : Max
- Hugues Boucher : Isidore
- Diane Arques : Manuella
- Philippa Roche : Fanny
- Claire Beaudoin : Paul
- Philippe Leroy : le père de Max
- Virginie Emane : Katsuko

 La version de la série télévisée a été diffusée pour la première fois sur la cinq. Etant traduite à partir du premier doublage italien où Kyôsuke s'appelait Johnny, dans certains épisodes français, il est appelé ainsi une fois sur un panneau d'une chambre et une fois par des personnages. On retrouve également plusieurs censures héritées de ce doublage. Notamment la coupure de scènes à portée érotiques, les intros et teasers des épisodes ou encore les passages contenant des chansons. Certaines de ces chansons ont été remplacées par de l'instrumental n'ayant rien à voir. Enfin, des dialogues ont été plus ou moins remaniés. Il est également à noté que l'épisode 35 n'a jamais été diffusé à la TV et a été doublé spécialement pour l'édition DVD.

#### OAV 1 et 2
Premier doublage
Doublage réalisé au studio SOFI.
- David Lesser : Max
- Caroline Beaune : Sabrina et Manuella
- Joëlle Guigui : Pamela et Fanny
- Emmanuel Curtil : Isidore et Marc
- Jean-Claude Montalban : Joël (le père de Max) et le grand-père
- Lionel Tua : Alex et le patron de l'Abcb

Deuxième doublage
Doublage réalisé au studio Film France Productions, sous la direction de Eric Peter.
- Taric Mehani : Kyôsuke
- Pascale Chemin : Madoka
- Susan Sindberg : Hikaru
- Nathalie Bleynie : Kurumi et Yusaku
- Benjamin Pascal : Hatta
- Olivier Korol : Komatsu
- Éric Etcheverry : le grand-père

 Pour des raisons inconnues, le 1er doublage des 2 premiers OAV a subis des petites coupures. Le 1er a eu son opening et son eyecatch de coupé. Le 2e a eu son titre de l'épisode coupé et la musique de son eyecatch retiré.
Le 2e doublage quant à lui ne possède aucune coupures. On peut également constaté que la chanson de la grand-mère a été doublé sous forme de répliques dans le 1er doublage. Tandis que dans le 2e doublage, elle a été gardée en japonais. 

#### OAV 3 à 8
Doublage réalisé au studio François Avisse studio, sous la direction de France Rombaut.
- Éric Etcheverry : Kyôsuke Kasuga
- Dorothée Jemma : Madoka Ayuka et Manami Kasuga
- Joëlle Guigui : Hikaru et la sœur de Madoka
- Marjolaine Poulain : Kurumi Kasuga, Shiori et Akane
- Olivier Korol : Hatta et le père de Madoka
- Philippe David : Komatsu et Mitsuru Hayaka

#### Film 1
Premier doublage
Doublage réalisé au studio SOFI.
- David Lesser : Max
- Caroline Beaune : Sabrina et Manuella
- Joëlle Guigui : Pamela et Fanny
- Lionel Tua : Alex et le patron de Sabrina
- Emmanuel Curtil : Isidore
- Jean-Claude Montalban : Joël le père de Max

Deuxième doublage
Doublage réalisé au studio Film France Productions, sous la direction d'Éric Peter.
- Taric Mehani : Kyôsuke
- Pascale Chemin : Madoka
- Susan Sindberg : Hikaru
- Nathalie Bleynie : Kurumi
- Benjamin Pascal : Hatta et Kazuya
- Dominique Vallée : la sœur de Madoka et Minami
- Olivier Korol : Komatsu
- Éric Etcheverry : l'un des profs à la fac

 Pour des raisons inconnues, le 1er doublage du film a subis des coupures et possède un montage audio remanié. Des plans avec de l'écriture japonaise ainsi qu'un passage avec une insert song ont été coupés. La seconde insert song est totalement absente. Deux passages dénués de chanson à l'origine ainsi que l'ending original du film ont été remplacées par la chanson "Kagami no Naka no Actress" de Meiko Nakahara.
Le 2e doublage quant à lui ne possède aucune coupures et aucun remaniement audio.

#### Film 2
- Nicolas Beaucaire : Kyôsuke
- Valérie Nosrée : Madoka
- Isabelle Volpe : Hikaru et Kurumi
- Julie André : Shur et Manami
- Frédéric Souterelle : Le patron de Madoka, Mitsuru, Sugisawa et Komatsu
- Cathy Cerda : Mamie et Tina
- Sylvain Solustri : Papi, Hatta et Patron

## Chansons

### Série TV
- Génériques de début 
  - Opening 1 : "Night Of Summer Side" de Masanori Ikeda
  - Opening 2 : "Orange Mystery" de Hideyuki Nagashima
  - Opening 3 : "Kagami no Naka no Actress" de Meiko Nakahara
- Génériques de fin 
  - Ending 1: "Natsu no Mirage" de Kanako Wada (éps 01-19)
  - Ending 2 : "Kanashii Heart wa Moete-iru" de Kanako Wada (éps 20-36)
  - Ending 3 : "Dance in the Memories" de Meiko Nakahara (éps 37-48)

- Générique français 
  - "Max et compagnie" de Claude Lombard

- Insert songs
  - "Kiken na Triangle" (危険なトライアングル) de Masanori Ikeda (éps 11 et 17)
  - "Jenina" (ジェニーナ) de Kanako Wada (ép 12)
  - "Breaking Heart" (ブレーキングハート) de Yuiko Tsubokura (éps 13 et 25)
  - "Orange Mystery" de Hideyuki Nagashima (éps 18 et 19)
  - "Salvia no Hana no You ni" (サルビアの花のように) de Kanako Wada (ép 22)
  - "Furimuite My Darling" (ふり向いてマイ・ダーリン) de Minako Fujishiro (éps 23 et 29)
  - "Again" (アゲイン) de Minako Fujishiro (ép 30)
  - "NIGHT & DAY" de BLUEW (éps 35, 38 et 46)

### OAV
- Génériques de début
  - Opening 1 : "Kagami no Naka no Actress" (鏡の中のアクトレス) de Meiko Nakahara (OAV 1-2)
  - Opening 2 : "Choose Me" (チューズ・ミー) de Yuiko Tsubokura (OAV 3-8)
- Génériques de fin :
  - Ending 1 : "Dance in the Memories" de Meiko Nakahara (OAV 1-2)
  - Ending 2 : "Tokidoki Blue" (ときどきブルー) de Yuka Tachibana (OAV 3-6)
  - Ending 3 : "Mou Hitotsu no Yesterday" (もうひとつのイエスタデイ) de Kanako Wada (OAV 7-8)

- Insert songs 
  - "Natsu no Mirage" de Kanako Wada (OAV 2)
  - "Girigiri Love" de Kazunori Tsuchida (OAV 5-6)
  - "Kaze No Manazashi" de Eiko Yamada (OAV 5)
  - "Kaze No Manazashi" de Yuiko Tsubokura (OAV 6)

### Film 1
- Générique de fin : "Ano Sora wo Dakishimete"（あの空を抱きしめて) de Kanako Wada
- Insert song
  - "Tori no You ni" (鳥のように) de Kanako Wada
  - "Futashika-na I Love You" (不確かなI LOVE YOU) de Kanako Wada
  - "Ano Sora wo Dakishimete"（あの空を抱きしめて) de Kanako Wada

### Film 2
- Générique de fin : "Day Dream ~ Soba ni iru yo" de Agua

- Insert songs
  - "Love is power" de Aki Kudo
  - "Don't be afraid" de Agua

## Diffusions

### Au Japon
Au Japon, la série fut diffusée du 6 avril 1987 au 7 mars 1988 sur NTV.
La série d'OAV (épisodes distribués au Japon pour la location puis la vente en vidéo), en 8 épisodes de 26 minutes, est sortie au Japon du 15 février 1989 au 18 janvier 1991, réalisée par le studio Studio Pierrot toujours d'après le manga Kimagure orange road de Izumi Matsumoto.
La série a donné suite à un premier film d'animation long métrage, sorti au cinéma au Japon le 1er octobre 1988.
Un épisode-pilote de 25 minutes, Kimagure Orenji Ro-do ou Panique à Okinawa, est sorti à la vente au Japon le 16 août 1989 en VHS et en laserdisc en 1991. L'épisode pilote aurait été projeté lors d'un festival d'animation avant la diffusion de la série. Il est sorti en vidéo pendant que les OAV sortaient une à une.
Enfin, un deuxième film d'animation long métrage réalisé par Kunihiko Yuyama est sorti au cinéma au Japon le 2 novembre 1996.

### En France
En France, la série a été diffusée à partir de mai 1990 sur La Cinq dans l'émission Youpi ! L'école est finie, rediffusée en 1992 et 1997 sur TF1 dans l'émission Club Dorothée, puis sur Mangas et sur TMC.
La série TV a été éditée en VHS dans son montage VF censuré par AB Production.
Les deux premiers OAV ainsi que le 1er film, ont eu droit a une édition VHS chez Manga Power. Cela a permis au public de les découvrir avec un doublage français inédit et réalisé spécialement pour l'occasion.
Les OAV 3 à 8 ont été édités par Kazé vidéo en VHS avec un doublage français réalisé pour l'occasion.
La série TV a également eu droit à une édition DVD par Déclic Images en VOSTFR (2 coffrets) ou en VF (3 coffrets) avec le rajout de segments VO ne contenant pas de dialogues pour combler l'absence de doublages de certaines scènes (cela concerne uniquement les deux premiers coffrets).
Les OAV ont été distribués par Kazé Video. Celui ci a proposé pour la première fois la VOSTFR pour les OAV mais également un redoublage des deux premiers OAV. Les OAV 3 à 8 sont quant à eux proposé avec leur doublage d'époque. 
Le premier film, distribué par Kazé Video est sorti en DVD le 23 mars 2005 sous le titre Kimagure Orange Road - Max & Compagnie, Le Film. Il propose le film en VOSTFR et avec un redoublage français réalisé pour l'occasion.
Le second film, distribué en France par Kazé Video est sorti en DVD le 29 juin 2005 sous le titre Kimagure Orange Road - Max & Compagnie : Cet été-là en VOSTFR et VF.

## Réception critique
La série animée est notée en moyenne 6,2/10 sur le site SensCritique et 3,4/5 sur AlloCiné. Sur le site MangaSanctuary, les experts notent la série 6,95/10 et les membres 8,29/10.
Le premier film en DVD est noté 4/5 sur DVDCritiques.

## Commentaires

### La censure de la série télévisée en France
La version diffusée sur La Cinq fut d'abord traduite en italien pour être diffusée en Italie avant d'être traduite en français. Les versions italienne et française utilisent la même musique pour le générique. À l'occasion de l'adaptation pour l'Italie, les épisodes ont été coupés et les dialogues remaniés de manière à éliminer tous les aspects jugés pervers à savoir toutes les scènes où du sang apparaît, celles où on fait de près ou de loin allusion à la sexualité adolescente ou encore les séquences où on entend des chansons en japonais. De fait, certains épisodes peuvent sembler très raccourcis et des passages incohérents : désaccord entre ce que dit et fait un personnage, saut brutal dans l'histoire, dialogues sans intérêt. La série fut encore plus censurée une fois diffusée en France : les passages où les personnages fument ont été supprimés, ils boivent du jus de pomme à la place de l'alcool mais ne tiennent plus debout et voient double (ou plutôt triple) par la suite.
L'épisode 35 n'a jamais été diffusé à la TV française et n'a pas été doublé à l'époque de sa diffusion.
Les épisodes 35 et 37 n'ont d'ailleurs jamais été diffusés en Italie.
Sur les DVD, Déclic Images a tenté de réintégrer les scènes coupées dans la version doublée en français, mais sans en refaire le doublage, l'éditeur n'a pu y mettre que les scènes contenant aucun ou peu de dialogues ; certains passages restent incohérents. Déclic Images a aussi sorti la version originale sous-titrée en français en DVD.

### Première série
Plusieurs studios d'animation ont participé à la production parmi lesquels :
- Kaname Productions
- NVC
- Oosaka Anime-R
- Studio Core
- Studio Dub
- Studio Jungle Gym

Le fait qu'il y ait eu plusieurs studio se retrouve dans les incohérences entre épisodes, comme par exemple le fait que la famille Kasuga habite dans un immeuble qui se nomme alternativement "Green Castle" et "Green House".

### Différences entre le manga et la série
Dans le manga, le chat Jingoro ou Erasme n'existe pas. Dans la série, il est la source de multiples gags et le souffre-douleur des sœurs et du grand-père de Kyosuke.
Ushiko et Umao apparaissent peu dans le manga. Ils deviennent rapidement le gag récurrent de la série. Il s'agit d'un couple nouvellement formé, qui apparaît de manière impromptu, et qui est interrompu par la suite de l'histoire principale. Dans la version originale, ils disent tout le temps la même réplique inspirée de Roméo et Juliette : « Umao, pourquoi es-tu Umao ?, Ushiko, pourquoi es-tu Ushiko ? ». Dans la version française, les dialogues sont différents à chaque fois.
Dans le manga, seul Seiji Komatsu (Alex) est dans la classe de Kyosuke, Kazuya Hatta (Isidore) étant dans une autre classe, mais membre du fan-club de l'actrice japonaise Chiemi Hori, dont fait partie Seiji Komatsu. Dans la série, ils sont tous les deux dans la classe de Kyosuke, ce qui leur permet de se donner la réplique. En passant, l'actrice et son fan-club ne sont mentionnés qu'une seule fois, mais c'est un élément mineur du manga.
Dans le manga, Kyosuke est beaucoup plus loquace avec Madoka, rendant le jeu de séduction beaucoup plus crédible. Dans la série, les taquineries peuvent être remplacées par des moments de silences contemplatifs.

### Les films
Dans le premier film, l'histoire ne fait pas du tout intervenir les pouvoirs de Max (Kyosuke) et de sa famille.
La charte graphique des personnages (character design) du second film s'éloigne totalement de celle du manga, de la série et du premier film.

## Bande originale
Au Japon
L'atmosphère de la série doit beaucoup aux musiques composées principalement par Shiro Sagisu.
Les génériques quant à eux furent interprétés par différents artistes.
En France
Le générique français est chanté par Claude Lombard sur une musique de Carmelo Carucci et les paroles de Charles Level et Alessandra Valeri-Manera. Alessandra Valeri-Manera a en fait écrit la version italienne de la chanson. Carmelo Carucci et Alessandra Valeri-Manera sont respectivement le compositeur et l'auteur de la plupart des génériques en italien des séries diffusées sur la cinq.
Le générique français sera repris par le groupe parodique Ultra Vomit comme chanson de fin de leur album Monsieur Patate.
Les musiques à l'intérieur de la série sont celles d'origine. Par contre, toutes les chansons japonaises à l'intérieur des épisodes ont été coupées au montage italien : elles ont été remplacées par de l'instrumental ou bien toute la scène où on entend la chanson a été coupée.
Dans le cas du montage français, certaines chansons en arrière plan ont été gardées, d'autres ont été remplacées par de l'instrumental et enfin certaines ont été coupée au montage.
Les OAV et les films ont quant à eux été doublés à partir de la version originale japonaise, ils conservent ainsi la totalité des musiques originales et la majorité des chansons japonaises. 
Dans le 1er doublage français du premier film, l'intégralité des chansons ont été coupées. Sur certains passages du film et à la place de l'ending original, on peut entendre la chanson "Kagami no Naka no Actress" de Meiko Nakahara.
La chanson "Girigiri Love" est absente des OAV 5 et 6 dans le doublage français. Cela a également été observé dans d'autres doublages étrangers, on peut donc supposer que le soucis provient du matériel audio proposé à l'époque.

## Distinctions et récompenses
En 1987, Madoka a été désignée Personnage féminin préféré de l'année à l'Anime Grand Prix au Japon.